# Magdalena Aguiló Victory
Magdalena Aguiló Victory (Palma, 30 de gener de 1954) és una comissària independent i gestora cultural balear. Directora de la Fundació Pilar i Joan Miró de Palma entre els anys 2004 i 2011.
És llicenciada en Història a la Universitat de Barcelona. Ha desenvolupat la seva carrera professional com a comissària i gestora cultural principalment a la ciutat natal, Palma, en aquesta ciutat ha comissariat nombroses exposicions d'art contemporani. El seu primer treball el va desenvolupar a la Fundació La Caixa a Palma, Barcelona i Granollers, realitzant activitats culturals durant els anys 1979-1983. Posteriorment va ser Tècnica d'Activitats Artístiques del Casal Solleric, 1985-1987 i abans d'emprendre la direcció de la Fundació Miró va ser Sotsdirectora del Centre de Cultura “Sa Nostra” del 1989 al 2003.
Ha participat en fòrums, seminaris i congressos, així com en jurats d'experts i professionals del món cultural, com a directora de la Fundació Pilar i Joan Miró del 2004 al 2011. L'any 2008 va organitzar un acte homenatge a Joan Miró titulat Junts per la memòria de Joan Miró.